# John Norman
John Norman, pseudoniem van John Frederick Lange jr. (Chicago, 3 juni 1931) is een Amerikaanse filosoof en schrijver. Hij is gehuwd met Bernice L. Green.

## Biografie
Lange studeerde aan de universiteit van Nebraska en behaalde in 1963 zijn doctoraatstitel aan de universiteit van Princeton met "In defence of ethical naturalism: an examination of certain aspects of naturalistic fallacy, with particular attention to the logic of an open question argument".

### Gor-serie
Lange schreef tussen 1966 en 2019, met een onderbreking van 1989 tot 2006, onder het pseudoniem John Norman 35 boeken over Gor, waarin hij een fictieve wereld heeft gecreëerd waar mensen leven volgens een orde waarin de mannen domineren en de vrouwen onderdanig zijn en de mannen dienen.
1. Tarnsman of Gor (1966) (nl: De vogelmannen van Gor)
2. Outlaw of Gor (1967) (nl: De goden van Gor)
3. Priest-Kings of Gor (1968)
4. Nomads of Gor (1969)
5. Assassin of Gor (1970)
6. Raiders of Gor (1971)
7. Captive of Gor (1972)
8. Hunters of Gor (1974)
9. Marauders of Gor (1975)
10. Tribesmen of Gor (1976)
11. Slave Girl of Gor (1977)
12. Beasts of Gor (1978)
13. Explorers of Gor (1979)
14. Fighting Slave of Gor (1980)
15. Rogue of Gor (1981)
16. Guardsman of Gor (1981)
17. Savages of Gor (1982)
18. Blood Brothers of Gor (1982)
19. Kajira of Gor (1983)
20. Players of Gor (1984)
21. Mercenaries of Gor (1985)
22. Dancer of Gor (1985)
23. Renegades of Gor (1986)
24. Vagabonds of Gor (1987)
25. Magicians of Gor (1988)
26. Witness of Gor (2007)
27. Prize of Gor (2008)
28. Kur of Gor (2009)
29. Swordsmen of Gor (2010)
30. Mariners of Gor (2011)
31. Conspirators of Gor (2012)
32. Smugglers of Gor (2012)
33. Rebels of Gor (2013)
34. Plunder of Gor (2016)
35. Quarry of Gor (2019)

### Telnarian Histories-serie
1. The Chieftain (1991)
2. The Captain (1992)
3. The King (1993)
4. The Usurper (2015)
5. The Emperor (2019)

### Andere sciencefictionromans
- Time Slave (1975)
- Ghost Dance (1979)
- The Tomtems of Abydos (2012)

### Non-fictie
- The cognitivity paradox, an inquiry concerning the claims of philosophy, 1970, Princeton University Press (ISBN 0691071594)
- Edited: C.I. Lewis: Values and imperatives: studies in ethics (Standford 1969)
- Imaginative Sex (1974)

- Bibsys: 90515534
- Biblioteca Nacional de España: XX984151
- Bibliothèque nationale de France: cb11917865j (data)
- CiNii: DA14030258
- Gemeinsame Normdatei: 121935205
- International Standard Name Identifier: 0000 0001 1879 3641
- Library of Congress Control Number: n84002354
- Bibliotheek van het Japanse parlement: 00451456
- Nationale Bibliotheek van Tsjechië: jx20051205015
- Nationale bibliotheek van Australië: 36467968
- Nationale Bibliotheek van Israël: 987007281644905171
- Nederlandse Thesaurus van Auteursnamen: 071468862
- Réseau des bibliothèques de Suisse occidentale: 02-A003494408
- Russische Staatsbibliotheek: 000015921
- SNAC: w68w4fbn
- Système universitaire de documentation: 027049825
- Trove: 1258793
- Virtual International Authority File: 90712237
- WorldCat: E39PBJtCBdPVrfVdkqFJCrTvHC